# Марусева, Наталья Ивановна
Наталья Ивановна Марусева (1923—198?) — организатор колхозного производства, Герой Социалистического Труда (8 апреля 1971).

## Биография
Родилась в с. Красный Городок (ныне Ферзиковский район Калужской области). Окончила 7 классов. Работала в колхозе.
В 1943—1945 участница Великой Отечественной войны — наводчик зенитной установки.
С 1945 года бригадир тракторно-полеводческой бригады колхоза им. В. И. Ленина (Ферзиковский район). В начале 1950-х прославилась стопудовыми урожаями зерна (16 ц/га), что по тем временам в Калужской области считалось очень хорошим показателем. Трижды медалистка ВДНХ. Награждена орденом «Знак Почёта».
В дальнейшем урожайность зерновых в её бригаде еще больше выросла и в отдельные годы достигала 45 ц/га.
Депутат Верховного Совета РСФСР VII созыва (1967—1971). 8 августа 1971 года присвоено звание Героя Социалистического Труда.